# 光岳

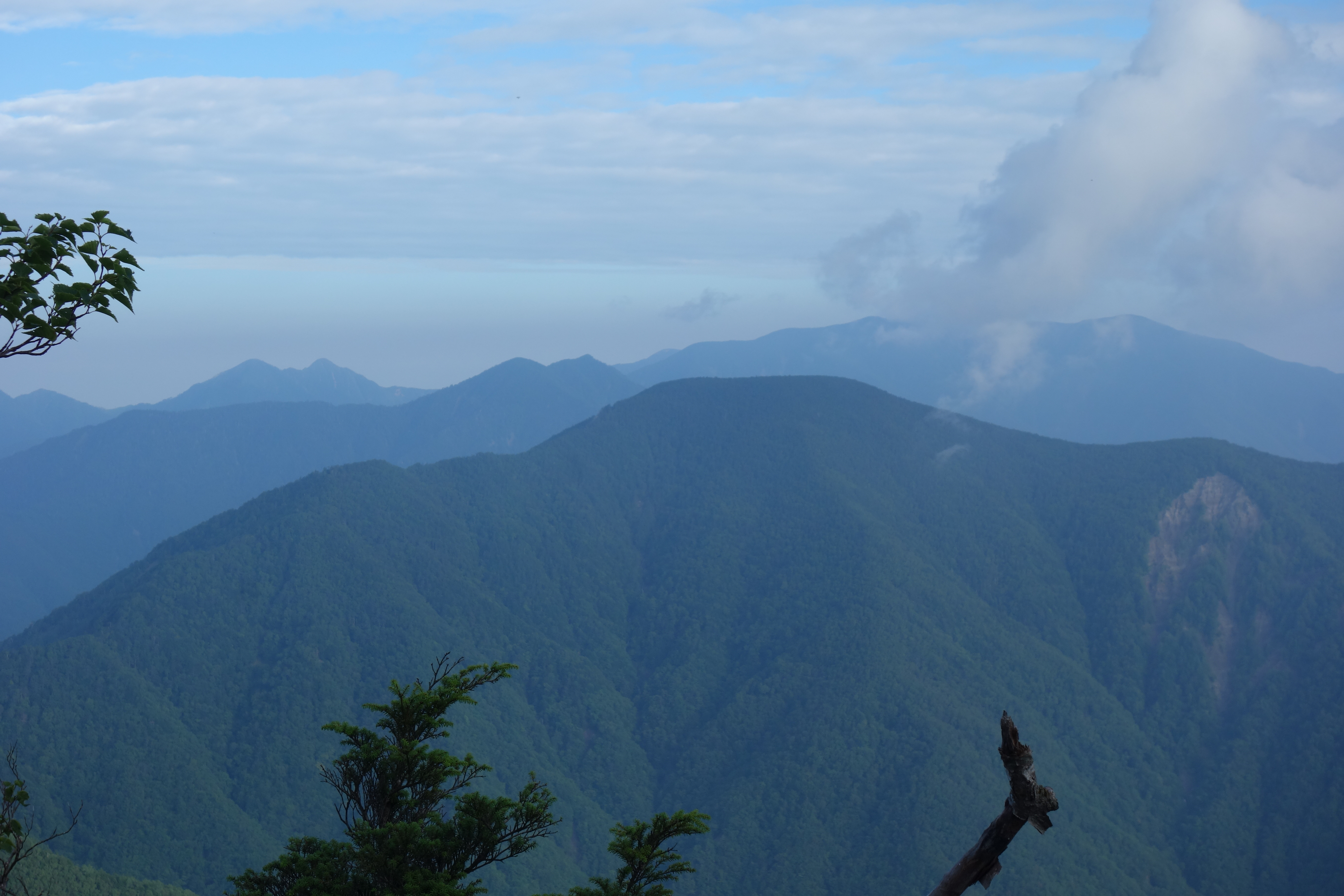
池口岳與光岳

光岳（日语：光岳，てかりだけ）是一座位於日本赤石山脈（南阿爾卑斯）南部的標高2,592米的山峰，是日本百名山之一。光岳也是日本標高超過2500米的山峰中位置最南端的一座山峰。